# Эту пару создал Бог
«Эту пару создал Бог» (хинди रब ने बना दी जोड़ी, IAST: Rab Ne Bana Di Jodi) — индийская романтическая комедия режиссёра Адитьи Чопры, снятая на языке хинди и выпущенная в прокат 12 декабря 2008 года. Кассовые сборы фильма составили более 850 миллионов рупий. Картина заняла второе место в списке хитов 2008 года.

## Сюжет
В день свадьбы Таани, гибнут её жених и его родители, а её отец попадает в больницу с сердечным приступом. Умирая, он просит дочь выйти замуж за его бывшего студента Суриндера, приехавшего к нему в тот день. Таани, опустошенная смертью самых близких ей людей, соглашается. Сыграв свадьбу на следующий день, молодожены переезжают в Амритсар — город, где живёт и работает Суриндер.
Суриндер полюбил Таани, как только её увидел, и его очень беспокоит, что она никак не может оправиться от пережитого горя. Он старается делать все, что в его силах, чтобы развеселить свою жену. Даже оплачивает для неё занятия современными танцами.
На первом уроке Таани встречается с Раджем, который становится её партнером. Сначала он не вызывает у неё симпатии, так как ведет себя расковано и, как ей кажется, флиртует с ней. Но, постепенно понимая, что в душе Радж — милый и романтичный парень, Таани всё больше к нему привязывается. Радж признается ей в любви и предлагает убежать вместе с ним, если она не счастлива со своим мужем. Таани предстоит сделать нелегкий выбор.

## В ролях
- Шахрух Хан — Суриндер «Сури» Сахни / Радж Капур
- Анушка Шарма — Тания «Таани» Гупта
- Винай Патхак[англ.] — Балвиндер «Бобби» Кхосла
- М. К. Райна[англ.] — отец Таани
- Манхмет Сингх[англ.] — Раджа, хозяин гаража
- Рича Паллод[англ.] — учитель танцев
- Каджол — камео в песне «Phir Milenge Chalte Chalte»
- Прити Зинта — камео в песне «Phir Milenge Chalte Chalte»
- Бипаша Басу — камео в песне «Phir Milenge Chalte Chalte»
- Лара Датта — камео в песне «Phir Milenge Chalte Chalte»
- Рани Мукерджи — камео в песне «Phir Milenge Chalte Chalte»

## Производство и релиз
По слухам Сонам Капур проходила пробы на роль Таани и была одной из главный претенденток.
Песня «Haule Haule» была снята за три дубля. Шахрух Хан сымпровизировал большинство своих танцевальных движений. Позже он говорил, что, хотя ему и неудобно было носить парик и усы, эта песня была одной из самых простых съемок в его карьере.
Промо песни было выпущено в день рождения Шахрух Хана, 2 ноября 2008 года.
Для рекламы фильма студия Yash Raj Films разработала двухсторонние постеры с изображениями Таани, танцующей с Суриндером Сахни и Раджем.

## Саундтрек
Все тексты написаны Джайдипом Сахни, вся музыка написана дуэтом композиторов Салим-Сулейман.
| №  | Название                            | Исполнители                   | Длительность |
| -- | ----------------------------------- | ----------------------------- | ------------ |
| 1. | «Tujh Mein Rab Dikhta Hai»          | Руп Кумар Ратход, Шрея Гхошал | 4:44         |
| 2. | «Haule Haule»                       | Сукхвиндер Сингх              | 4:25         |
| 3. | «Dance Pe Chance»                   | Сунидхи Чаухан, Лабх Джанджуа | 4:22         |
| 4. | «Phir Milenge Chalte Chalte»        | Сону Нигам                    | 6:36         |
| 5. | «Tujh Mein Rab Dikhta Hai» (Female) | Шрея Гхошал                   | 1:43         |
| 6. | «Dancing Jodi»                      | без вокала                    | 3:59         |

## Отсылки к другим фильмам
- Мотив «Dancing Jodi», который проходит через весь фильм, появился под вдохновением известной сцены между героями Раджа Капура и Наргис в фильме «И прольется дождь»[источник не указан 3151 день] (Barsaat, 1949).
- Фраза «Hum hai rahi pyaar ke, phir milenge chalte chalte», которая постоянно повторяется в фильме, является комбинацией названий трех фильмов: «Навстречу любви» (Hum Hain Rahi Pyar Ke, 1993, с Аамиром Кханом), «Не все потеряно» (Phir Milenge, 2004, с Салманом Кханом) и «Дорогами любви» (Chalte Chalte, 2003, с Шахрухом Ханом)[4].
- Песня «Phir Milenge Chalte Chalte» является данью уважения легендарным болливудским актерам Раджу Капуру[5], Деву Ананду, Раджешу Кханне, Шамми Капуру и Риши Капуру. Каждый куплет песни состоит из названий песен в фильмах соответствующих актеров[6].
- мотив песни "Dhoom" в сцене, когда Таани гонится на мотоцикле за своей обидчицей Долли - отсылка к фильму "Байкеры".

## Награды и номинации
| Награды и номинации         | Награды и номинации               | Награды и номинации                        | Награды и номинации | Награды и номинации |
| Награда                     | Категория                         | Номинант                                   | Результат           | Ссылка              |
| --------------------------- | --------------------------------- | ------------------------------------------ | ------------------- | ------------------- |
| Filmfare Awards             | Лучший фильм                      |                                            | Номинация           | [ 7 ] [ 8 ]         |
| Filmfare Awards             | Лучшая режиссура                  | Адитья Чопра                               | Номинация           | [ 7 ] [ 8 ]         |
| Filmfare Awards             | Лучшая мужская роль               | Шахрух Хан                                 | Номинация           | [ 7 ] [ 8 ]         |
| Filmfare Awards             | Лучшая женская роль               | Анушка Шарма                               | Номинация           | [ 7 ] [ 8 ]         |
| Filmfare Awards             | Лучшая мужская роль второго плана | Винай Патхак                               | Номинация           | [ 7 ] [ 8 ]         |
| Filmfare Awards             | Лучшие стихи к песне              | Джайдип Сахни («Haule Haule»)              | Номинация           | [ 7 ] [ 8 ]         |
| Filmfare Awards             | Лучший женский закадровый вокал   | Сунидхи Чаухан («Dance Pe Chance»)         | Номинация           | [ 7 ] [ 8 ]         |
| Filmfare Awards             | Лучший мужской закадровый вокал   | Сукхвиндер Сингх («Haule Haule»)           | Победа              | [ 7 ] [ 8 ]         |
| Filmfare Awards             | Лучшая сцена года                 |                                            | Победа              | [ 7 ] [ 8 ]         |
| Filmfare Awards             | Лучший женский дебют              | Анушка Шарма                               | Номинация           | [ 9 ]               |
| Producers Guild Film Awards | Лучшая мужская роль               | Шахрух Хан                                 | Победа              | [ 10 ]              |
| Producers Guild Film Awards | Лучший женский дебют              | Анушка Шарма                               | Победа              | [ 10 ]              |
| Producers Guild Film Awards | Лучшие стихи к песне              | Джайдип Сахни («Tujh Mein Rab Dikhta Hai») | Победа              | [ 10 ]              |
| Producers Guild Film Awards | Лучший женский закадровый вокал   | Шрея Гхошал («Tujh Mein Rab Dikhta Hai»)   | Победа              | [ 10 ]              |
| Producers Guild Film Awards | Лучшая хореография                | Шиамак Давар («Dance Pe Chance»)           | Победа              | [ 10 ]              |

Фильм также был номинирован на IIFA Awards, Stardust Awards и Screen Awards в нескольких категориях.